# Janet Dykman
Adrienne Cornelia Dykman (conocida como Janet Dykman; Monterey Park, 17 de enero de 1954) es una deportista estadounidense que compitió en tiro con arco, en la modalidad de arco recurvo.
Ganó una medalla de bronce en el Campeonato Mundial de Tiro con Arco al Aire Libre de 1991, en la prueba de equipo. Participó en tres Juegos Olímpicos de Verano, entre los años 1996 y 2004, ocupando el quinto lugar en Sídney 2000, también en la prueba de equipo.

## Palmarés internacional
| Campeonato Mundial al Aire Libre | Campeonato Mundial al Aire Libre | Campeonato Mundial al Aire Libre | Campeonato Mundial al Aire Libre |
| Año                              | Lugar                            | Medalla                          | Prueba                           |
| -------------------------------- | -------------------------------- | -------------------------------- | -------------------------------- |
| 1991                             | Cracovia (Polonia)               | Medalla de bronce                | Equipo                           |